# BD +20˚307
BD +20도 307은 양자리 방향으로 지구로부터 약 300광년 떨어진 곳에 있는 쌍성이다. 쌍성 구성원 각각은 태양과 거의 비슷하지만, 질량은 태양보다 약간 더 무겁다. 둘은 약 3.42일 주기로 질량 중심을 공전하고 있다.

## 먼지 원반
BD +20도 307 주위에는 우리 태양계보다 1백만 배는 많은 양의 먼지가 있다. 이 먼지 입자들의 크기는 매우 작으며 입자들의 온도도 100켈빈 이상으로 비정상적으로 높다.
2008년 9월 이 먼지 원반의 정체에 대한 학설이 발표되었는데, 쌍성 주위를 돌던 두 개의 행성이 수십만 년 전 서로 충돌하여 그 잔해가 먼지를 구성하게 되었다는 내용이었다. 먼지 규모로부터 두 행성의 크기는 태양계의 금성과 지구 수준은 되었을 것으로 보고 있다. 애초에 과학자들은 BD +20도 307의 나이가 어린 점에 착안, 먼지 원반은 행성 구성 초기 단계의 증거로 생각했으나, 쌍성의 나이가 예상과는 달리 수십억 년은 됨을 확인한 뒤 이 원반이 천체가 파괴된 흔적이라는 결론을 내렸다. BD +20도307 주위 물질들은 다른 항성의 원반과는 달리 항성을 향해 나선형으로 빨려들어가거나 항성풍에 불려 나가는 징후를 보이지 않고 있는데, 위 가설은 그 이유를 제시해 주고 있다.

## 같이 보기
- 까마귀자리 에타
- HD 12039
- HD 69830
- HD 98800
- 큰곰자리 파이¹

## 참고 문헌
1. ↑  300광년 떨어진 양자리 두 행성 충돌[깨진 링크(과거 내용 찾기)], 동아일보, 2008-09-25 입력, 2009-09-02 확인.
2. ↑  Robert Roy Britt (2008년 9월 23일). “Oh, My! When Worlds Really Collide”. 《SPACE.com》. 2009년 9월 2일에 확인함.